# Anthony Gregg
Anthony „Tony“ Gregg (* 7. Oktober 1986 in Columbia, Maryland) ist ein professioneller US-amerikanischer Pokerspieler. Er gewann 2012 das Main Event der World Poker Tour und 2013 beim High Roller for One Drop ein Bracelet der World Series of Poker.

## Persönliches
Gregg stammt aus Columbia im Bundesstaat Maryland und lebt auch heute noch dort.

## Pokerkarriere

### Werdegang
Gregg spielte von August 2006 bis September 2019 online unter den Nicknames wwwBTHEREcom (PokerStars), salomon4ever (Full Tilt Poker) sowie pandasRinsane (UltimateBet) und hat Turnierpreisgelder von mehr als 2 Millionen US-Dollar aufzuweisen.
Seine erste Geldplatzierung bei einem Live-Turnier erzielte Gregg im Juni 2008 in Atlantic City. Anfang Januar 2009 wurde er beim Main Event des PokerStars Caribbean Adventures (PCA) auf den Bahamas Zweiter und erhielt ein Preisgeld von 1,7 Millionen US-Dollar. Im Juni 2009 kam er erstmals bei einem Turnier der World Series of Poker (WSOP) im Rio All-Suite Hotel and Casino am Las Vegas Strip ins Geld und cashte bei einem Event der Variante No Limit Hold’em. Im Januar 2012 kam Gregg beim PCA-Main-Event auf den Bahamas erneut an den Finaltisch und beendete das Turnier auf dem sechsten Platz für mehr als 350.000 US-Dollar. Bei der WSOP 2012 erreichte er einen Finaltisch und kam insgesamt zweimal in die Geldränge. Mitte August 2012 siegte Gregg beim Main Event der World Poker Tour in Bensalem und erhielt dafür mehr als 400.000 US-Dollar. Zu dieser Zeit bereitete er auch Greg Merson auf den Finaltisch des Main Events der World Series of Poker vor, den Merson Ende Oktober 2012 für sich entscheiden konnte. Im Juni 2013 gewann Gregg das 111.111 US-Dollar teure High Roller for One Drop der World Series of Poker und erhielt dafür sein bisher höchstes Preisgeld von fast 5 Millionen US-Dollar sowie ein Bracelet. Im Januar 2016 schaffte er es zum dritten Mal beim PCA-Main-Event an den Finaltisch und belegte hinter Mike Watson den zweiten Platz für mehr als 600.000 US-Dollar Preisgeld. Seitdem blieben größere Turniererfolge aus.
Insgesamt hat sich Gregg mit Poker bei Live-Turnieren mehr als 12 Millionen US-Dollar erspielt. Von April bis November 2016 spielte er als Teil von San Francisco Rush in der Global Poker League und kam mit seinem Team bis in die Playoffs.

### Preisgeldübersicht
| Jahr      | Preisgeld (in $) | Turniersiege |
| --------- | ---------------- | ------------ |
| 2008      | 8.625            | 0            |
| 2009      | 1.710.085        | 0            |
| 2010      | 0                | 0            |
| 2011      | 72.571           | 0            |
| 2012      | 1.012.849        | 1            |
| 2013      | 5.827.170        | 1            |
| 2014      | 590.611          | 0            |
| 2015      | 642.370          | 0            |
| 2016      | 1.943.252        | 0            |
| 2017      | 85.758           | 0            |
| 2018      | 0                | 0            |
| 2019      | 86.400           | 0            |
| 2020–2021 | 0                | 0            |
| 2022      | 36.500           | 0            |
| 2023      | 20.424           | 0            |
| gesamt    | 12.036.615       | 2            |